# Craig Bradshaw
Craig Robert Bradshaw (Lower Hutt, 28 luglio 1983) è un ex cestista neozelandese.

## Carriera
Con la Nuova Zelanda ha disputato i Giochi olimpici di Atene 2004, due edizioni dei Campionati mondiali (2006, 2010) e due dei Campionati oceaniani (2005, 2007).